# Gasr Garabulli
Gasr Garabulli è una città della Libia, nella regione della Tripolitania.

## Storia
Fu fondata in epoca coloniale.  Dall'anno 1938  nota con il nome di Castelverde.
Dal 2001 al 2007, Castelverde è stato parte del distretto di Tagiura e al-Nawahi al-Arba, dal 2007 unito al distretto di Tripoli.